# Dacula
Dacula és una població dels Estats Units a l'estat de Geòrgia. Segons el cens del 2009 tenia 4.804 habitants.

## Demografia
Segons el cens del 2000, Dacula tenia 3.848 habitants, 1.283 habitatges, i 1.077 famílies. La densitat de població era de 514,1 habitants per km².
Dels 1.283 habitatges en un 44,3% hi vivien nens de menys de 18 anys, en un 68,9% hi vivien parelles casades, en un 11,1% dones solteres, i en un 16% no eren unitats familiars. En el 12,5% dels habitatges hi vivien persones soles el 3,4% de les quals corresponia a persones de 65 anys o més que vivien soles. El nombre mitjà de persones vivint en cada habitatge era de 3 i el nombre mitjà de persones que vivien en cada família era de 3,27.
Per edats la població es repartia de la següent manera: un 29,2% tenia menys de 18 anys, un 7,7% entre 18 i 24, un 36,9% entre 25 i 44, un 19,7% de 45 a 60 i un 6,5% 65 anys o més.
L'edat mediana era de 33 anys. Per cada 100 dones de 18 o més anys hi havia 91 homes.
La renda mediana per habitatge era de 57.525 $ i la renda mediana per família de 58.603 $. Els homes tenien una renda mediana de 40.616 $ mentre que les dones 27.380 $. La renda per capita de la població era de 19.720 $. Entorn del 0,9% de les famílies i l'1,5% de la població estaven per davall del llindar de pobresa.

## Poblacions més properes
El següent diagrama mostra les poblacions més properes.